# Мамедов, Тофиг Фаиг оглы
Тофиг Мамедов (азерб. Tofiq Məmmədov) — азербайджанский дзюдоист-паралимпиец, выступающий в весовой категории до 90 кг и категории слепоты B3, серебряный призёр Паралимпийских игр 2008 года, чемпион мира 2006 года, победитель Всемирных игр 2011 года и чемпион Европы 2007 года.
В 2011 году за заслуги в развитии паралимпийского движения в Азербайджане распоряжением президента Азербайджана был награждён медалью «Прогресс». В 2016 году по случаю 20-летнего юбилея создания Национального паралимпийского комитета Азербайджанской Республики и за заслуги в развитии паралимпийского движения в Азербайджане Ибрагимов в соответствии с распоряжением президента Азербайджана был награждён «Почётным дипломом Президента Азербайджанской Республики».